# Hoheneich
Hoheneich is een gemeente in de Oostenrijkse deelstaat Neder-Oostenrijk, gelegen in het district Gmünd (GD). De gemeente heeft ongeveer 1600 inwoners.

## Geografie
Hoheneich heeft een oppervlakte van 15,59 km². Het ligt in het noordoosten van het land, niet ver van de grens met Tsjechië.
Amaliendorf-Aalfang · Bad Großpertholz · Brand-Nagelberg · Eggern · Eisgarn · Gmünd · Großdietmanns · Großschönau · Haugschlag · Heidenreichstein · Hirschbach · Hoheneich · Kirchberg am Walde · Litschau · Moorbad Harbach · Reingers · Schrems · St. Martin · Unserfrau-Altweitra · Waldenstein · Weitra
- Gemeinsame Normdatei: 4809669-6
- MusicBrainz: 2ab4789a-f8d8-4ddb-9ba8-e8780bc5d4cd
- Virtual International Authority File: 244312043